# Dongding
Le Donding (chinois : 冻顶 ; chinois traditionnel : 凍頂 ; pinyin : dòngdǐng ; litt. « pic glacé ») est  un cru de thé Oolong, plus oxydé et plus torréfié que l'autre grand cru de oolong du nord de l'île, le baozhong. Il est cultivé dans la région de Lugu 鹿谷 dans le massif montagneux de Fenghuang 凤凰山 (鳳凰山), district de Nantou 南投县,  au centre de Taiwan. L'ancienne transcription Tung-ting de 冻顶 (凍頂) est parfois encore utilisée.

## Histoire
Les premiers essais de culture du thé dans la région centrale de Nantou (à Puli) remonte au XVIIIe siècle, à l'époque de la colonisation chinoise de l'île.
Mais le vrai départ de la théiculture remonte au milieu du XIXe siècle, dans la région de Lugu. En 1855, un bachelier du pays, du nom de Lin Fengchi 林鳳池, partit au Fujian (province chinoise côtière située en face de Taiwan) passer les examens impériaux. Il revint avec son diplôme et 36 plants de théiers issus du massif des Wuyi 戈夷山. Une douzaine survécurent à l'environnement particulier des terrains très escarpés dominants le lac de Lugu et furent à l'origine de la théiculture dite des « pics glacés » Dongding, du nom du pic qui surplombe le village de Lugu et son lac.

## Région de production
Le thé dongding était produit à l'origine dans la commune de Lugu 鹿谷乡 située à 700 m d'altitude dans le district de Nantou, une région montagneuse au centre de Taiwan. Pour répondre aux demandes grandissantes, l'aire de production du dongding s'est ensuite étendue aux autres régions montagneuses du district de Nantou.
La plupart des jardins de thé y sont situés en altitude (800 à 1 200 mètres) et sont plantés principalement du cultivar qingxin wulong 青心乌龙. Certains thés d'exception peuvent être cultivés jusqu'à 2 000 mètres. C'est une région bien arrosée, au climat favorable à la culture du thé ; la moyenne des précipitations annuelles à Lugu est de 2 217 mm, avec de fortes précipitations durant les mois de juin-juillet-août. La région est souvent enveloppée par des brumes persistantes qui assurent une forte humidité toute l'année. La température moyenne annuelle dans la région de Lugu est de 22 °C.
Le 21 septembre 1999, un séisme de magnitude 7,3 sur l'échelle de Richter frappa la région et fit près de 2 400 victimes et 9 000 blessés. Beaucoup de plantations de thé furent ravagées.

## Caractères organoleptiques

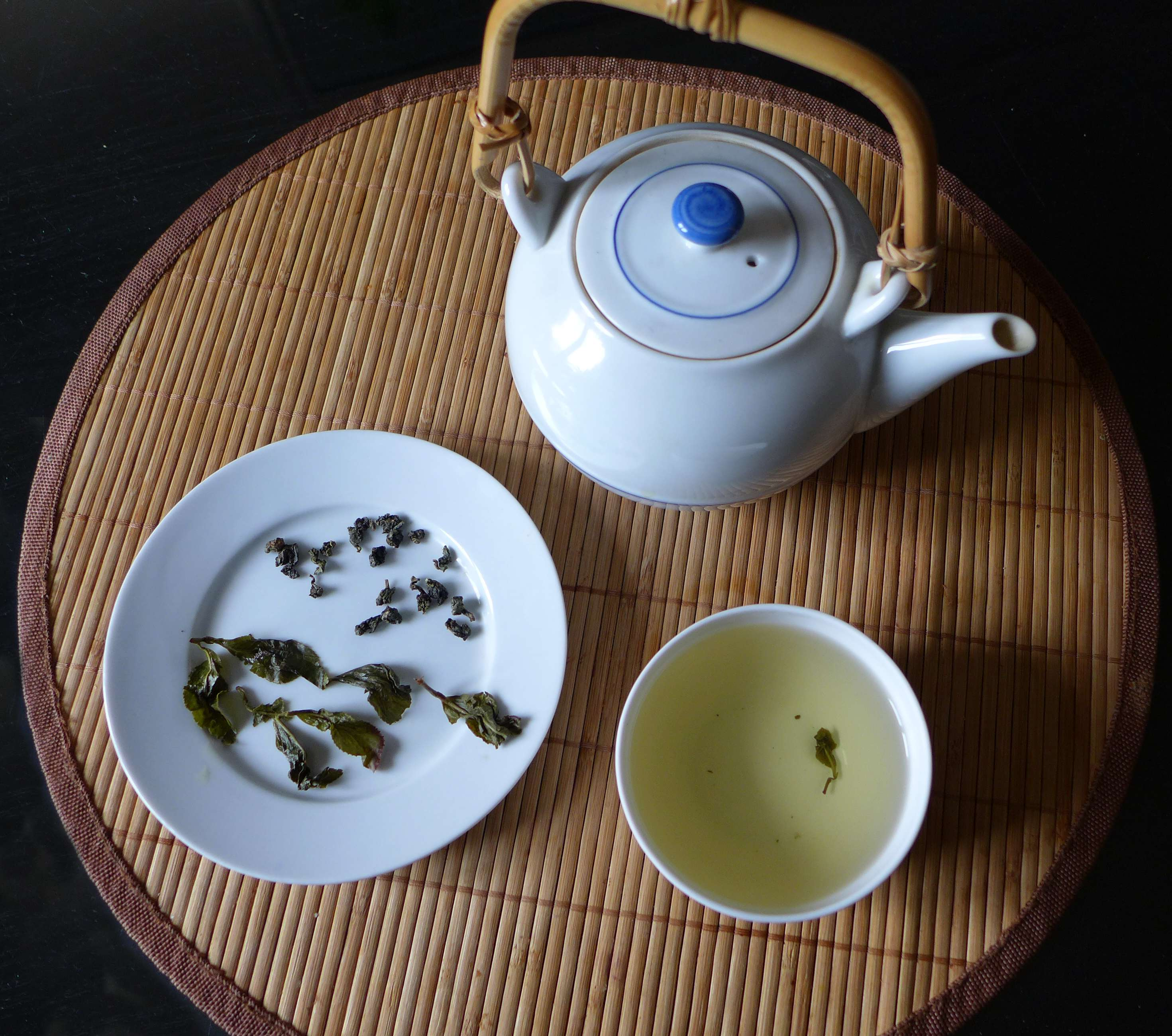
Feuilles avant et après l'infusion et liqueur.

Feuilles sèches : le thé se présente sous forme de demi-boules, d'un vert  plus ou moins noirâtre. Une fois infusée, la boule se développe en une feuille entière de petite taille puisqu'elle a été prélevée sur une jeune pousse.
La liqueur (infusée) est de couleur jaune paille, parfois ambrée pour les plus oxydés. Le parfum est floral, à la fois soyeux et vif. L'arôme est composé de notes florales de fleurs de tiaré ou de frangipanier, sur un fond beurré et vanillé. La saveur comporte une pointe d'amertume.

## Fabrication
Le dongding est un cru de thé oolong, à oxydation partielle de 30 à 40 % et torréfaction plus prononcée que pour le baozhong. Pour répondre à la demande de thé vert du marché, les théiculteurs de dongding ont eu tendance ces dernières années à diminuer l'oxydation de leur thé.
- La cueillette :  le thé est récolté toute l'année mais les récoltes de printemps (mars-avril-mai) et d'automne (novembre-décembre) sont les meilleures. Pour un thé de grand cru, la cueillette se fait à la main et consiste à prélever le bourgeon terminal et les deux premières feuilles des jeunes pousses. La cueillette est faite par des femmes souvent très âgées, embauchées comme travailleuses saisonnières[6] et payées à la tache (en fonction du poids des feuilles ramassées).
- Le flétrissage : sitôt cueillies, les feuilles sont emmenées à l'atelier et largement étalées sur de grandes bâches disposées sur le sol, à l'air libre, pour faciliter un premier séchage. Elles sont ensuite disposées sur des claies (ou des bâches) qui sont rentrées dans des bâtiments bien ventilés (des séchoirs) avec éventuellement la température, l'humidité et la ventilation contrôlés automatiquement. Les ouvriers brassent régulièrement les feuilles à la main (ou mécaniquement dans des moulins cylindriques horizontaux) pour faciliter la déshydratation et commencer l'oxydation des bords des feuilles qui ont été un peu abîmés par les manipulations.
- La torréfaction : les feuilles sont passées dans un four à tambour rotatif à hautes températures (à environ 300 °C) pour détruire les enzymes oxydantes. Cette étape stabilise les arômes du thé[2].
- Le premier roulage - séchage : les feuilles sont roulées dans un appareil puis mises à sécher le reste de la nuit. Cette étape s'effectue environ 12 heures après la récolte, c'est-à-dire au milieu de la nuit.
- Le roulage en ballot : le lendemain matin, les feuilles sont enveloppées très serrées dans des ballots de tissu et roulées sur une plaque par une machine. L'opération est répétée une dizaine de fois[7]
- Dessiccation : un dessiccateur permet de réduire encore le taux d'humidité des feuilles. On évite toute fumée pour que les feuilles ne gardent son odeur.
- Une torréfaction finale élimine les mauvaises odeurs et ajoute des arômes lié à la caramélisation.

## Association thé et aliments
Le Dongding a un goût légèrement sucré, vanillé. Ce thé se boit avec des gâteaux comme les financiers, les madeleines, le gâteau au yaourt, dont le goût peu prononcé souligne celui du thé.
Ce thé accroit le côté sucré de plats sucrés salés, comme le porc caramélisé, le poulet au miel.

## Dong Ding Ming Xiang
Après le séisme du 21 septembre 1999, de nombreuses plantations furent abandonnées quelques mois. L'absence de pesticides et de présences humaines permit à une variété de cigales, similaires à la cicadelle, de se développer et de se nourrir. Ces cigales dévorèrent les feuilles et les piquèrent. Cette piqûre laisse une sécrétion qui donne aux feuilles un goût plus sucré et mielleux.
Cette découverte est à l'origine d'une nouvelle variété de thé, le Oolong Dong Ding Ming Xiang